# Schronisko Spilios Agapitos
Schronisko Spilios Agapitos (gr. Καταφύγιο Σπήλιος Αγαπητός, także: Schronisko A) – górskie schronisko turystyczne zlokalizowane w masywie Olimpu w Grecji.

## Historia i charakterystyka
Obiekt stoi na rozległym tarasie skalnym, w otoczeniu sosen, na wysokości 2060 m n.p.m. i należy do Hellenic Mountaineering-Climbing Federation (E.O.O.A.). Został założony w 1930 i było to pierwsze greckie schronisko w masywie Olimpu. Budowa została ukończona w 1931 i wówczas mieściło 25 osób. Stopniowo budynek był rozbudowywany i ulepszany. W latach 1959–1960 obiekt powiększono, m.in. do oryginalnego budynku dodano kilka nowych pomieszczeń, w tym gospodarczych, co doprowadziło do zwiększenia liczby miejsc noclegowych do 52. W 1964 wzniesiono zbiornik na wodę i zbudowano, dodatkowy mały budynek, natomiast w latach 1975–1979 przeprowadzono kolejny remont i dodano kolejne izby noclegowe. W latach 1984–1985 odświeżono wygląd zewnętrzny schroniska, a w latach 1999-2001 zbudowano nowe skrzydło, wprowadzono znaczne udogodnienia w poszczególnych obiektach i zagospodarowano otaczający je teren. Obecnie całość zabudowań oferuje turystom 110 miejsc do spania podzielonych na trzy części: centralną, zewnętrzną i nowe skrzydło, które nazwano "Kostas Zolotas" (otwarte 29 czerwca 2002). Od 2001 schroniskiem zarządza córka Kostasa Zolotasa.
Obiekt jest obsługiwany przez średnio ośmiu pracowników w sezonie trekkingowym. 
Schronisko oferuje tylko zimną wodę (prysznice) oraz kuchnię z posiłkami na zamówienie. Nie ma możliwości przyrządzania gorących posiłków we własnym zakresie. Prąd jest wyłączany w godzinach późnowieczornych. Na terenie przyschroniskowym istnieje możliwość rozbijania namiotów.

## Patroni
Schronisko nosi nazwę "Spilios Agapitos" na cześć pierwszego prezesa Hellenic Mountaineering-Climbing Federation, architekta i inżyniera Spiliosa Agapitosa, który zaprojektował pierwszy budynek schroniskowy z 1931.
Dodatkowe skrzydło o nazwie "Kostas Zolotas" upamiętnia kierownika obiektu, którym był Kostas Zolotas. Pełnił on tę rolę od 1954 (oficjalnie od 1960) do 2001. Był też oficjalnym przewodnikiem górskim w masywie Olimpu. Poszczególne pokoje w nowym skrzydle przyjęły nazwiska byłych prezydentów Hellenic Mountaineering-Climbing Federation: F. Theodoridisa, A. Tzartzanosa, S. Vasilopoulosa, M. Deffnera, D. Hatzidiego, D. Georgoulisa oraz alpinisty i pedagoga G. Michailidisa, który zginął pod Olimpem, podobnie jak I. Hasiotis, również patron jednego z pokoi.